# 藤田譲瑠チマ
藤田 譲瑠チマ（ふじた じょえる チマ、2002年2月16日 - ）は、東京都町田市出身のプロサッカー選手。ブンデスリーガ・FCザンクトパウリ所属。ポジションはミッドフィールダー（守備的ミッドフィールダー）。日本代表。

## 来歴

### クラブ
ナイジェリア人の父と日本人の母との間に生まれた。町田大蔵FC、東京ヴェルディジュニアユースを経て、東京ヴェルディユースへ昇格。2019年8月、2020年からのトップチームへの昇格が内定し、同月トップチームに2種登録された。同年9月14日、J2第32節のアルビレックス新潟戦で途中出場し、トップチームデビューした。
2020年にユースからトップへの昇格を果たす。11月1日、第30節のアルビレックス新潟戦でプロ初ゴールを決めた。
2021年1月13日、徳島ヴォルティスへ完全移籍で加入した。
2021年12月20日、横浜F・マリノスへ完全移籍で加入することが発表された。
2023年7月27日、ジュピラー・プロ・リーグのシント＝トロイデンVVへ完全移籍。12月27日、リーグ第20節のスタンダール・リエージュ戦で移籍後初ゴールを挙げた。
2025年6月27日、ドイツのFCザンクトパウリへの移籍が発表された。

### 代表
2021年7月、2020年東京オリンピックに出場するU-24日本代表のトレーニングパートナーに選出された。また、親善試合のU-24ホンジュラス戦の後半42分に中山雄太と代わって途中出場を果たした。
2022年7月、EAFF E-1サッカー選手権2022に臨む日本代表に選出された。

## 所属クラブ
- 町田大蔵フットボールクラブ（町田市立大蔵小学校）
- 2014年 - 2016年 東京ヴェルディ1969ジュニアユース（町田市立鶴川中学校）
- 2017年 - 2019年 東京ヴェルディ1969ユース（東京都立山崎高等学校）
  - 2019年8月 - 同年12月  東京ヴェルディ1969（2種登録選手）
- 2020年  東京ヴェルディ1969
- 2021年  徳島ヴォルティス
- 2022年 - 2023年7月  横浜F・マリノス
- 2023年7月 - 2025年6月  シント＝トロイデンVV
- 2025年7月 -  FCザンクトパウリ

## 個人成績
| 国内大会個人成績 | 国内大会個人成績   | 国内大会個人成績 | 国内大会個人成績 | 国内大会個人成績 | 国内大会個人成績 | 国内大会個人成績 | 国内大会個人成績 | 国内大会個人成績 | 国内大会個人成績 | 国内大会個人成績 | 国内大会個人成績 |
| 年度             | クラブ             | 背番号           | リーグ           | リーグ戦         | リーグ戦         | リーグ杯         | リーグ杯         | オープン杯       | オープン杯       | 期間通算         | 期間通算         |
| 年度             | クラブ             | 背番号           | リーグ           | 出場             | 得点             | 出場             | 得点             | 出場             | 得点             | 出場             | 得点             |
| 日本             | 日本               | 日本             | 日本             | リーグ戦         | リーグ戦         | リーグ杯         | リーグ杯         | 天皇杯           | 天皇杯           | 期間通算         | 期間通算         |
| ---------------- | ------------------ | ---------------- | ---------------- | ---------------- | ---------------- | ---------------- | ---------------- | ---------------- | ---------------- | ---------------- | ---------------- |
| 2019             | 東京V              | 40               | J2               | 4                | 0                | -                | -                | -                | -                | 4                | 0                |
| 2020             | 東京V              | 36               | J2               | 41               | 3                | -                | -                | -                | -                | 41               | 3                |
| 2021             | 徳島               | 13               | J1               | 28               | 1                | 5                | 0                | 0                | 0                | 33               | 1                |
| 2022             | 横浜FM             | 16               | J1               | 29               | 1                | 2                | 0                | 1                | 0                | 32               | 1                |
| 2023             | 横浜FM             | 16               | J1               | 17               | 2                | 4                | 0                | 0                | 0                | 21               | 2                |
| ベルギー         | ベルギー           | ベルギー         | ベルギー         | リーグ戦         | リーグ戦         | リーグ杯         | リーグ杯         | ベルギー杯       | ベルギー杯       | 期間通算         | 期間通算         |
| 2023-24          | シント＝トロイデン | 8                | ジュピラー       | 20               | 1                | -                | -                | 2                | 0                | 22               | 1                |
| 2024-25          | シント＝トロイデン | 8                | ジュピラー       | 27               | 0                | -                | -                | 3                | 0                | 30               | 0                |
| 通算             | 日本               | 日本             | J1               | 74               | 4                | 11               | 0                | 1                | 0                | 86               | 4                |
| 通算             | 日本               | 日本             | J2               | 45               | 3                | -                | -                | -                | -                | 45               | 3                |
| 通算             | ベルギー           | ベルギー         | ジュピラー       | 47               | 1                | -                | -                | 5                | 0                | 52               | 1                |
| 総通算           | 総通算             | 総通算           | 総通算           | 166              | 8                | 11               | 0                | 6                | 0                | 183              | 8                |

- 2019年は2種登録選手

その他の公式戦
- 2023年
  - FUJI XEROX SUPER CUP 1試合0得点
- 2024年
  - ベルギーリーグ・プレーオフ 5試合0得点
- 2025年
  - ベルギーリーグ・プレーオフ 6試合0得点

| 国際大会個人成績 | 国際大会個人成績 | 国際大会個人成績 | 国際大会個人成績 | 国際大会個人成績 |
| 年度             | クラブ           | 背番号           | 出場             | 得点             |
| AFC              | AFC              | AFC              | ACL              | ACL              |
| ---------------- | ---------------- | ---------------- | ---------------- | ---------------- |
| 2022             | 横浜FM           | 16               | 7                | 0                |
| 通算             | AFC              | AFC              | 7                | 0                |

出場歴
- Jリーグ初出場 - 2019年9月14日 J2第32節 vsアルビレックス新潟（デンカビッグスワンスタジアム）

## タイトル

### クラブ
横浜F・マリノス
- J1リーグ ：1回（2022年）
- FUJIFILM SUPER CUP ：1回（2023年）

### 代表
U-21日本代表
- ドバイカップU-23（2022年）

U-23日本代表
- AFC U23アジアカップ（2024年）

日本代表
- EAFF E-1サッカー選手権（2022年）

### 個人
- AFC U23アジアカップ MVP（2024年）

## 代表歴
- U-17日本代表
  - 国際ユースサッカーin新潟（2019年）[16]
  - エクアドル遠征（2019年）
  - FIFA U-17ワールドカップ（2019年）
- U-19日本代表
  - 千葉キャンプ（2020年）
- U-20日本代表
  - 千葉キャンプ（2021年）
- U-21日本代表
  - JFA夢フィールドキャンプ（2022年）
  - ドバイカップU-23（2022年）
- U-22日本代表
  - 千葉、福島キャンプ（2021年）
  - AFC U-23選手権2022・予選（2021年）
  - 欧州遠征（2022年）
  - 欧州遠征（2023年）
  - AFC U23アジアカップ カタール 2024予選（2023年）
- U-23日本代表
  - AFC U23アジアカップ2024（2024年）
  - パリオリンピック2024（2024年）
- U-24日本代表
  - 東京五輪トレーニングパートナー（2021年）
- 日本代表
  - EAFF E-1サッカー選手権2022（2022年）
  - 2026 FIFAワールドカップ・アジア3次予選（2025年）

### 試合数
- 国際Aマッチ 3試合 0得点（2022年 - ）

| 日本代表 | 国際Aマッチ | 国際Aマッチ |
| 年       | 出場        | 得点        |
| -------- | ----------- | ----------- |
| 2022     | 2           | 0           |
| 2025     | 1           | 0           |
| 通算     | 3           | 0           |

### 出場
| No. | 開催日        | 開催都市 | スタジアム           | 対戦国         | 結果 | 監督   | 大会                                   |
| --- | ------------- | -------- | -------------------- | -------------- | ---- | ------ | -------------------------------------- |
| 1.  | 2022年7月19日 | 鹿嶋     | 茨城カシマスタジアム | 香港           | ○6-0 | 森保一 | EAFF E-1サッカー選手権2022             |
| 2.  | 2022年7月27日 | 豊田     | 豊田スタジアム       | 韓国           | ○3-0 | 森保一 | EAFF E-1サッカー選手権2022             |
| 3.  | 2025年6月5日  | パース   | パース・スタジアム   | オーストラリア | ●0-1 | 森保一 | 2026 FIFAワールドカップ・アジア3次予選 |